# Johannes Richter (Politiker)
Johannes Richter (* 2. November 1895 in Stettin; † 23. April 1970 in Bad Wiessee) war ein deutscher Journalist und Politiker (SPD). Er war Chefredakteur beim Hamburger Echo und Abgeordneter der Hamburgischen Bürgerschaft.

## Leben
Der gelernte Schriftsetzer war seit 1912 Mitglied der sozialistischen Jugendbewegung und trat 1915 der SPD bei. 1916 wurde er Vorsitzender der Arbeiterjugend in Stettin, 1919 deren Bezirksvorsitzender in Pommern. Er hatte Funktionen in der Stettiner SPD und beteiligte sich am Aufbau der Stettiner Theatergemeinde, einer Volksbühne. Seit 1919 arbeitete er für den Stettiner Volksboten, der von 1885 bis 1933 in Stettin erschien. 
1922 verließ Richter Stettin, um beim Hamburger Echo tätig zu werden, wo er ab 1922 in der Lokalredaktion, ab 1928 in der politischen Redaktion arbeitete. Von 1927 bis 1933 war er Stadtverordneter in seinem Wohnort Altona und Vorsitzender der SPD-Fraktion. 1933 gehörte er für kurze Zeit als Nachrücker für den geflohenen Max Brauer dem Provinziallandtag Schleswig-Holstein an. Während der Zeit des Nationalsozialismus wurde er als Redakteur entlassen, unter Polizeiaufsicht gestellt und mit Berufsverbot belegt. Erst 1938 erhielt er die Erlaubnis, die Leihbücherei seiner Frau zu übernehmen, in der er sich seit 1934 betätigte. Nach dem Attentat vom 20. Juli 1944 wurde er zeitweise ins KZ Fuhlsbüttel verschafft. Im April 1945 wurde er kurzzeitig zum Polizeidienst eingezogen.
Ab 1945 war er im Vorbereitenden Vorstand der SPD Hamburg tätig, außerdem war er von August 1945 bis zum März 1946 als SPD-Parteisekretär für Presse und Propaganda in Hamburg verantwortlich. Von 1946 bis 1959 war er Chefredakteur des Hamburger Echo. Richter gehörte von 1946 bis kurz vor seinem Tod der Hamburgischen Bürgerschaft an. Hier war er von 1958 bis 1968 Vorsitzender des Haushaltsausschusses. 
Johannes Richter war verheiratet. Aus der Ehe gingen eine Tochter und ein Sohn, der Philosophieprofessor Ewald Richter, hervor.